# Nachal Gar'init
Nachal Gar'init (hebrejsky: נחל גרעינית) je krátké vádí v jižním Izraeli, v pohoří Harej Ejlat.
Začíná v nadmořské výšce okolo 200 metrů nad mořem, na východních svazích hory Har Cfachot jihozápadně od města Ejlat. Jde o nejjižnější větší vádí v Izraeli. Odtud směřuje k východu hlubokým skalnatým údolím. Pak podchází silnici číslo 90, míjí hotelové komplexy a ústí do Rudého moře.